# V431 Андромеды
V431 Андромеды (лат. V431 Andromedae) — одиночная переменная звезда в созвездии Андромеды на расстоянии (вычисленном из значения параллакса) приблизительно 4686 световых лет (около 1437 парсеков) от Солнца. Видимая звёздная величина звезды — от +12,1m до +11,1m.

## Характеристики
V431 Андромеды — красная пульсирующая полуправильная переменная звезда (SR:) спектрального класса M. Эффективная температура — около 3324 K.